# Gran Premio di superbike di Most 2025
Il Gran Premio di superbike di Most 2025 è stato la quinta prova del mondiale superbike del 2025. Nello stesso fine settimana si è corsa anche la quinta prova del campionato mondiale Supersport e la terza del Campionato mondiale Supersport 300.

## Panoramica delle gare
Come già preannunciato da diversi articoli giornalistici, alla vigilia di questo evento la federazione ha deciso per un'ulteriore penalizzazione in termini di flusso orario di benzina per Ducati e BMW. Nella fattispecie si tratta di mezzo Kg orario, portando le due case protagoniste della stagione a 46Kg/h. Viene inoltre chiarito che la diminuzione del flusso medesimo non può superare i 2,5Kg/h complessivi nell'intero campionato. 
Se da un lato si assiste ad un livellamento delle prestazioni, con quasi tutte le case nelle prime dieci posizioni, Nicolò Bulega e Toprak Razgatlıoğlu nonostante le penalizzazioni, continuano a fare una differenza notevole rispetto al resto dei colleghi. Complice una brutta caduta nelle prove libere, pur senza danni gravi, l'italiano si trova a giocare in difesa su una pista più favorevole al turco. Razgatlıoğlu infatti, dopo aver centrato la pole position, vince gara uno con sei secondi di vantaggio sul portacolori Ducati, ripetendosi nella Superpole Race con un margine di poco meno di due secondi. Situazione ribaltata in gara due dove Bulega, rimasto indietro anche di un  secondo a pochi giri dal termine, recupera nel finale vincendo la gara al fotofinish per soli 26 millesimi. In termini di classifica cambia pochissimo: solo tre punti (quelli tra il primo e il secondo posto della gara corta) in meno tra i primi due. Distacchi consistenti per tutti gli altri tra i quali Danilo Petrucci, terzo in tutte e tre le prove, consolida il primato nel Trofeo Indipendenti e sale al terzo posto nella classifica generale.
Nel mondiale Supersport gara uno si concule con diversi risultati inaspettati: la caduta di Stefano Manzi, mentre era in lotta per il podio, rappresenta il primo zero stagionale per il capoclassifica; Jaume Masiá, partito quindicesimo, completa la rimonta conquistando il primo successo tra le derivate nonché primo stagionale per Ducati; Raffaele De Rosa, capitalizzando al massimo il sesto posto ottenuto in una qualifica dal meteo incerto, chiude quindicesimo portando il primo storico punto a QJ Motor. In gara due, con Masiá ritirato, il successo va al turco Can Öncü che risale in classifica; sesto posto per Manzi che limita i danni dopo il sabato e chiude il fine settimana con quaranta punti di margine. L'esperto Lucas Mahias, aggiorna le proprie statistiche conquistando nel fine settimana ceco la pole e due piazzamenti a podio.
Gara uno della Supersport 300 vede il primo successo stagionale di Julio García, per un podio tutto spagnolo con David Salvador e Beñat Fernández; in difficoltà Jeffrey Buis, che chiude solamente ventitreesimo perdendo la testa della classifica. L'olandese si rifà in gara due, vincendo per la quarta volta su sei e ritornando al comando della graduatoria con tre punti di margine su García.

## Superbike gara 1

### Arrivati al traguardo
| Pos. | Nº | Pilota              | Squadra                   | Motocicletta        | Giri | Tempo     | Griglia | Punti |
| ---- | -- | ------------------- | ------------------------- | ------------------- | ---- | --------- | ------- | ----- |
| 1º   | 1  | Toprak Razgatlıoğlu | Rokit BMW Motorrad        | BMW M1000 RR        | 22   | 33'38.735 | 1º      | 25    |
| 2º   | 11 | Nicolò Bulega       | Aruba.it Racing - Ducati  | Ducati Panigale V4R | 22   | +6.015    | 2º      | 20    |
| 3º   | 9  | Danilo Petrucci     | Barni Spark Racing        | Ducati Panigale V4R | 22   | +10.230   | 3º      | 16    |
| 4º   | 22 | Alex Lowes          | Bimota by Kawasaki Racing | Bimota KB998 Rimini | 22   | +14.814   | 4º      | 13    |
| 5º   | 19 | Álvaro Bautista     | Aruba.it Racing - Ducati  | Ducati Panigale V4R | 22   | +15.520   | 10º     | 11    |
| 6º   | 14 | Sam Lowes           | ELF Marc VDS Racing Team  | Ducati Panigale V4R | 22   | +16.053   | 9º      | 10    |
| 7º   | 7  | Iker Lecuona        | Team HRC                  | Honda CBR1000 RR-R  | 22   | +18.581   | 5º      | 9     |
| 8º   | 5  | Yari Montella       | Barni Spark Racing        | Ducati Panigale V4R | 22   | +20.092   | 7º      | 8     |
| 9º   | 97 | Xavi Vierge         | Team HRC                  | Honda CBR1000 RR-R  | 22   | +20.750   | 13º     | 7     |
| 10º  | 65 | Jonathan Rea        | Pata Yamaha Prometeon     | Yamaha YZF R1       | 22   | +22.674   | 14º     | 6     |
| 11º  | 31 | Garrett Gerloff     | Kawasaki Racing           | Kawasaki ZX-10RR    | 22   | +23.522   | 8º      | 5     |
| 12º  | 47 | Axel Bassani        | Bimota by Kawasaki Racing | Bimota KB998 Rimini | 22   | +23.997   | 12º     | 4     |
| 13º  | 77 | Dominique Aegerter  | GYTR GRT Yamaha           | Yamaha YZF R1       | 22   | +31.499   | 19º     | 3     |
| 14º  | 45 | Scott Redding       | MGM Bonovo Racing         | Ducati Panigale V4R | 22   | +31.542   | 17º     | 2     |
| 15º  | 99 | Bahattin Sofuoğlu   | Yamaha Motoxracing        | Yamaha YZF R1       | 22   | +31.668   | 16º     | 1     |
| 16º  | 17 | Ryan Vickers        | Team Motocorsa Racing     | Ducati Panigale V4R | 22   | +35.204   | 18º     |       |
| 17º  | 53 | Esteve Rabat        | Yamaha Motoxracing        | Yamaha YZF R1       | 22   | +52.771   | 20º     |       |

### Ritirati
| Nº | Pilota               | Squadra                   | Motocicletta       | Giri | Griglia |
| -- | -------------------- | ------------------------- | ------------------ | ---- | ------- |
| 87 | Remy Gardner         | GYTR GRT Yamaha           | Yamaha YZF R1      | 18   | 6º      |
| 21 | Zaqhwan Zaidi        | Petronas MIE Racing Honda | Honda CBR1000 RR-R | 17   | 22º     |
| 60 | Michael van der Mark | Rokit BMW Motorrad        | BMW M1000 RR       | 1    | 15º     |
| 55 | Andrea Locatelli     | Pata Yamaha Prometeon     | Yamaha YZF R1      | 0    | 11º     |

### Non partito
| Nº | Pilota           | Squadra                   | Motocicletta       | Griglia |
| -- | ---------------- | ------------------------- | ------------------ | ------- |
| 95 | Tarran Mackenzie | Petronas MIE Racing Honda | Honda CBR1000 RR-R | 21º     |

## Superbike gara superpole

### Arrivati al traguardo
| Pos. | Nº | Pilota               | Squadra                   | Motocicletta        | Giri | Tempo     | Griglia | Punti |
| ---- | -- | -------------------- | ------------------------- | ------------------- | ---- | --------- | ------- | ----- |
| 1º   | 1  | Toprak Razgatlıoğlu  | Rokit BMW Motorrad        | BMW M1000 RR        | 10   | 15'15.882 | 1º      | 12    |
| 2º   | 11 | Nicolò Bulega        | Aruba.it Racing - Ducati  | Ducati Panigale V4R | 10   | +1.917    | 2º      | 9     |
| 3º   | 9  | Danilo Petrucci      | Barni Spark Racing        | Ducati Panigale V4R | 10   | +5.943    | 3º      | 4     |
| 4º   | 14 | Sam Lowes            | ELF Marc VDS Racing Team  | Ducati Panigale V4R | 10   | +6.033    | 9º      | 6     |
| 5º   | 19 | Álvaro Bautista      | Aruba.it Racing - Ducati  | Ducati Panigale V4R | 10   | +7.700    | 10º     | 5     |
| 6º   | 7  | Iker Lecuona         | Team HRC                  | Honda CBR1000 RR-R  | 10   | +7.888    | 5º      | 4     |
| 7º   | 22 | Alex Lowes           | Bimota by Kawasaki Racing | Bimota KB998 Rimini | 10   | +8.093    | 4º      | 3     |
| 8º   | 97 | Xavi Vierge          | Team HRC                  | Honda CBR1000 RR-R  | 10   | +10.850   | 13º     | 2     |
| 9º   | 55 | Andrea Locatelli     | Pata Yamaha Prometeon     | Yamaha YZF R1       | 10   | +10.913   | 11º     | 1     |
| 10º  | 65 | Jonathan Rea         | Pata Yamaha Prometeon     | Yamaha YZF R1       | 10   | +11.169   | 14º     |       |
| 11º  | 5  | Yari Montella        | Barni Spark Racing        | Ducati Panigale V4R | 10   | +12.592   | 7º      |       |
| 12º  | 31 | Garrett Gerloff      | Kawasaki Racing           | Kawasaki ZX-10RR    | 10   | +14.112   | 8º      |       |
| 13º  | 60 | Michael van der Mark | Rokit BMW Motorrad        | BMW M1000 RR        | 10   | +14.184   | 15º     |       |
| 14º  | 45 | Scott Redding        | MGM Bonovo Racing         | Ducati Panigale V4R | 10   | +14.897   | 17º     |       |
| 15º  | 87 | Remy Gardner         | GYTR GRT Yamaha           | Yamaha YZF R1       | 10   | +15.165   | 6º      |       |
| 16º  | 99 | Bahattin Sofuoğlu    | Yamaha Motoxracing        | Yamaha YZF R1       | 10   | +15.260   | 16º     |       |
| 17º  | 17 | Ryan Vickers         | Team Motocorsa Racing     | Ducati Panigale V4R | 10   | +16.482   | 18º     |       |
| 18º  | 47 | Axel Bassani         | Bimota by Kawasaki Racing | Bimota KB998 Rimini | 10   | +17.456   | 12º     |       |
| 19º  | 77 | Dominique Aegerter   | GYTR GRT Yamaha           | Yamaha YZF R1       | 10   | +17.623   | 19º     |       |
| 20º  | 53 | Esteve Rabat         | Yamaha Motoxracing        | Yamaha YZF R1       | 10   | +23.070   | 20º     |       |
| 21º  | 95 | Tarran Mackenzie     | Petronas MIE Racing Honda | Honda CBR1000 RR-R  | 10   | +34.141   | 21º     |       |
| 22º  | 21 | Zaqhwan Zaidi        | Petronas MIE Racing Honda | Honda CBR1000 RR-R  | 10   | +49.864   | 22º     |       |

## Superbike gara 2

### Arrivati al traguardo
| Pos. | Nº | Pilota               | Squadra                   | Motocicletta        | Giri | Tempo     | Griglia | Punti |
| ---- | -- | -------------------- | ------------------------- | ------------------- | ---- | --------- | ------- | ----- |
| 1º   | 11 | Nicolò Bulega        | Aruba.it Racing - Ducati  | Ducati Panigale V4R | 22   | 33'26.909 | 2º      | 25    |
| 2º   | 1  | Toprak Razgatlıoğlu  | Rokit BMW Motorrad        | BMW M1000 RR        | 22   | +0.027    | 1º      | 20    |
| 3º   | 9  | Danilo Petrucci      | Barni Spark Racing        | Ducati Panigale V4R | 22   | +16.276   | 3º      | 16    |
| 4º   | 14 | Sam Lowes            | ELF Marc VDS Racing Team  | Ducati Panigale V4R | 22   | +16.452   | 4º      | 13    |
| 5º   | 87 | Remy Gardner         | GYTR GRT Yamaha           | Yamaha YZF R1       | 22   | +20.703   | 10º     | 11    |
| 6º   | 47 | Axel Bassani         | Bimota by Kawasaki Racing | Bimota KB998 Rimini | 22   | +21.774   | 13º     | 10    |
| 7º   | 7  | Iker Lecuona         | Team HRC                  | Honda CBR1000 RR-R  | 22   | +25.803   | 6º      | 9     |
| 8º   | 5  | Yari Montella        | Barni Spark Racing        | Ducati Panigale V4R | 22   | +26.083   | 11º     | 8     |
| 9º   | 55 | Andrea Locatelli     | Pata Yamaha Prometeon     | Yamaha YZF R1       | 22   | +26.094   | 9º      | 7     |
| 10º  | 31 | Garrett Gerloff      | Kawasaki Racing           | Kawasaki ZX-10RR    | 22   | +26.705   | 12º     | 6     |
| 11º  | 77 | Dominique Aegerter   | GYTR GRT Yamaha           | Yamaha YZF R1       | 22   | +29.617   | 19º     | 5     |
| 12º  | 45 | Scott Redding        | MGM Bonovo Racing         | Ducati Panigale V4R | 22   | +30.086   | 17º     | 4     |
| 13º  | 65 | Jonathan Rea         | Pata Yamaha Prometeon     | Yamaha YZF R1       | 22   | +33.045   | 14º     | 3     |
| 14º  | 60 | Michael van der Mark | Rokit BMW Motorrad        | BMW M1000 RR        | 22   | +33.387   | 15º     | 2     |
| 15º  | 22 | Alex Lowes           | Bimota by Kawasaki Racing | Bimota KB998 Rimini | 22   | +34.001   | 7º      | 1     |
| 16º  | 17 | Ryan Vickers         | Team Motocorsa Racing     | Ducati Panigale V4R | 22   | +37.819   | 18º     |       |
| 17º  | 99 | Bahattin Sofuoğlu    | Yamaha Motoxracing        | Yamaha YZF R1       | 22   | +37.990   | 16º     |       |

### Ritirati
| Nº | Pilota           | Squadra                   | Motocicletta        | Giri | Griglia |
| -- | ---------------- | ------------------------- | ------------------- | ---- | ------- |
| 21 | Zaqhwan Zaidi    | Petronas MIE Racing Honda | Honda CBR1000 RR-R  | 17   | 22º     |
| 53 | Esteve Rabat     | Yamaha Motoxracing        | Yamaha YZF R1       | 15   | 20º     |
| 95 | Tarran Mackenzie | Petronas MIE Racing Honda | Honda CBR1000 RR-R  | 3    | 21º     |
| 19 | Álvaro Bautista  | Aruba.it Racing - Ducati  | Ducati Panigale V4R | 0    | 5º      |
| 97 | Xavi Vierge      | Team HRC                  | Honda CBR1000 RR-R  | 0    | 8º      |

## Supersport gara 1

### Arrivati al traguardo
| Pos. | Nº | Pilota                | Squadra                       | Motocicletta                 | Giri | Tempo     | Griglia | Punti |
| ---- | -- | --------------------- | ----------------------------- | ---------------------------- | ---- | --------- | ------- | ----- |
| 1º   | 51 | Jaume Masiá           | Orelac Racing Verdnatura      | Ducati Panigale V2           | 19   | 30'15.899 | 15º     | 25    |
| 2º   | 61 | Can Öncü              | Evan Bros. Yamaha             | Yamaha YZF-R9                | 19   | +0.137    | 2º      | 20    |
| 3º   | 94 | Lucas Mahias          | GMT94 Yamaha                  | Yamaha YZF-R9                | 19   | +7.997    | 1º      | 16    |
| 4º   | 23 | Marcel Schrötter      | WRP Racing                    | Ducati Panigale V2           | 19   | +14.560   | 7º      | 13    |
| 5º   | 57 | Aldi Satya Mahendra   | Evan Bros. Yamaha             | Yamaha YZF-R9                | 19   | +14.796   | 11º     | 11    |
| 6º   | 6  | Corentin Perolari     | Honda Racing World Supersport | Honda CBR600RR               | 19   | +14.884   | 10º     | 10    |
| 7º   | 65 | Philipp Öttl          | Feel Racing SSP Team          | Ducati Panigale V2           | 19   | +17.214   | 5º      | 9     |
| 8º   | 11 | Bo Bendsneyder        | MV Agusta Reparto Corse       | MV Agusta F3 800 RR          | 19   | +17.259   | 23º     | 8     |
| 9º   | 32 | Oliver Bayliss        | PTR Triumph                   | Triumph Street Triple RS 765 | 19   | +17.326   | 17º     | 7     |
| 10º  | 52 | Jeremy Alcoba         | Kawasaki Racing               | Kawasaki ZX-6R-636           | 19   | +17.353   | 13º     | 6     |
| 11º  | 43 | Simon Jespersen       | Ecosantagata Althea Racing    | Ducati Panigale V2           | 19   | +21.660   | 19º     | 5     |
| 12º  | 50 | Ondřej Vostatek       | WRP Racing                    | Ducati Panigale V2           | 19   | +25.112   | 21º     | 4     |
| 13º  | 24 | Leonardo Taccini      | Ecosantagata Althea Racing    | Ducati Panigale V2           | 19   | +27.159   | 25º     | 3     |
| 14º  | 20 | Xavier Cardelús       | Orelac Racing Verdnatura      | Ducati Panigale V2           | 19   | +27.305   | 22º     | 2     |
| 15º  | 3  | Raffaele De Rosa      | QJ Motor Factory Racing       | QJ Motor SRK 800 RR          | 19   | +29.155   | 6º      | 1     |
| 16º  | 5  | Niccolò Antonelli     | VTF Racing                    | Yamaha YZF-R9                | 19   | +33.520   | 28º     |       |
| 17º  | 31 | Yuki Okamoto          | Ten Kate Racing Yamaha        | Yamaha YZF-R9                | 19   | +35.232   | 26º     |       |
| 18º  | 21 | Michael Ruben Rinaldi | GMT94 Yamaha                  | Yamaha YZF-R9                | 19   | +38.780   | 24º     |       |
| 19º  | 27 | Kaito Toba            | Petronas MIE Racing Honda     | Honda CBR600RR               | 19   | +46.736   | 20º     |       |
| 20º  | 56 | Jonas Kocourek        | SP Race Project               | Ducati Panigale V2           | 19   | +52.502   | 33º     |       |
| 21º  | 92 | Filip Fiegl           | PTR Triumph                   | Triumph Street Triple RS 765 | 19   | +56.493   | 29º     |       |
| 22º  | 68 | Luke Power            | Motozoo ME AIR Racing         | MV Agusta F3 800 RR          | 19   | +1'03.751 | 18º     |       |
| 23º  | 16 | Bryan D'Onofrio       | EAB Racing Team               | Ducati Panigale V2           | 19   | +1'11.591 | 31º     |       |
| 24º  | 63 | Syarifuddin Azman     | Petronas MIE Racing Honda     | Honda CBR600RR               | 19   | +1'18.761 | 32º     |       |
| 25º  | 64 | Federico Caricasulo   | Motozoo ME AIR Racing         | MV Agusta F3 800 RR          | 17   | +2 giri   | 9º      |       |
| 26º  | 62 | Stefano Manzi         | Ten Kate Racing Yamaha        | Yamaha YZF-R9                | 15   | +4 giri   | 4º      |       |

### Non classificati
| Nº | Pilota          | Squadra                 | Motocicletta        | Giri | Griglia |
| -- | --------------- | ----------------------- | ------------------- | ---- | ------- |
| 77 | Filippo Farioli | MV Agusta Reparto Corse | MV Agusta F3 800 RR | 13   | 14º     |
| 53 | Valentin Debise | Renzi Corse             | Ducati Panigale V2  | 13   | 3º      |

### Ritirati
| Nº | Pilota             | Squadra                             | Motocicletta                 | Giri | Griglia |
| -- | ------------------ | ----------------------------------- | ---------------------------- | ---- | ------- |
| 9  | Andy Verdoïa       | Team Flembbo-Pilote Moto Production | MV Agusta F3 800 RR          | 14   | 27º     |
| 66 | Niki Tuuli         | QJ Motor Factory Racing             | QJ Motor SRK 800 RR          | 5    | 16º     |
| 69 | Tom Booth-Amos     | PTR Triumph                         | Triumph Street Triple RS 765 | 4    | 8º      |
| 33 | Eduardo Montero    | DG34 Racing                         | Ducati Panigale V2           | 2    | 30º     |
| 28 | Glenn van Straalen | DG34 Racing                         | Ducati Panigale V2           | 0    | 12º     |

## Supersport gara 2

### Arrivati al traguardo
| Pos. | Nº | Pilota                | Squadra                             | Motocicletta                 | Giri | Tempo     | Griglia | Punti |
| ---- | -- | --------------------- | ----------------------------------- | ---------------------------- | ---- | --------- | ------- | ----- |
| 1º   | 61 | Can Öncü              | Evan Bros. Yamaha                   | Yamaha YZF-R9                | 19   | 30'15.789 | 2º      | 25    |
| 3º   | 94 | Lucas Mahias          | GMT94 Yamaha                        | Yamaha YZF-R9                | 19   | +1.706    | 3º      | 20    |
| 3º   | 65 | Philipp Öttl          | Feel Racing SSP Team                | Ducati Panigale V2           | 19   | +3.643    | 6º      | 16    |
| 4º   | 23 | Marcel Schrötter      | WRP Racing                          | Ducati Panigale V2           | 19   | +4.956    | 7º      | 13    |
| 5º   | 53 | Valentin Debise       | Renzi Corse                         | Ducati Panigale V2           | 19   | +5.081    | 5º      | 11    |
| 6º   | 62 | Stefano Manzi         | Ten Kate Racing Yamaha              | Yamaha YZF-R9                | 19   | +6.494    | 4º      | 10    |
| 7º   | 57 | Aldi Satya Mahendra   | Evan Bros. Yamaha                   | Yamaha YZF-R9                | 19   | +7.484    | 13º     | 9     |
| 8º   | 6  | Corentin Perolari     | Honda Racing World Supersport       | Honda CBR600RR               | 19   | +7.861    | 12º     | 8     |
| 9º   | 69 | Tom Booth-Amos        | PTR Triumph                         | Triumph Street Triple RS 765 | 19   | +9.438    | 9º      | 7     |
| 10º  | 11 | Bo Bendsneyder        | MV Agusta Reparto Corse             | MV Agusta F3 800 RR          | 19   | +12.208   | 8º      | 6     |
| 11º  | 64 | Federico Caricasulo   | Motozoo ME AIR Racing               | MV Agusta F3 800 RR          | 19   | +14.217   | 11º     | 5     |
| 12º  | 32 | Oliver Bayliss        | PTR Triumph                         | Triumph Street Triple RS 765 | 19   | +16.621   | 17º     | 4     |
| 13º  | 77 | Filippo Farioli       | MV Agusta Reparto Corse             | MV Agusta F3 800 RR          | 19   | +17.387   | 16º     | 3     |
| 14º  | 52 | Jeremy Alcoba         | Kawasaki Racing                     | Kawasaki ZX-6R-636           | 19   | +17.388   | 15º     | 2     |
| 15º  | 50 | Ondřej Vostatek       | WRP Racing                          | Ducati Panigale V2           | 19   | +17.546   | 21º     | 1     |
| 16º  | 43 | Simon Jespersen       | Ecosantagata Althea Racing          | Ducati Panigale V2           | 19   | +17.623   | 19º     |       |
| 17º  | 20 | Xavier Cardelús       | Orelac Racing Verdnatura            | Ducati Panigale V2           | 19   | +18.090   | 22º     |       |
| 18º  | 68 | Luke Power            | Motozoo ME AIR Racing               | MV Agusta F3 800 RR          | 19   | +19.737   | 18º     |       |
| 19º  | 9  | Andy Verdoïa          | Team Flembbo-Pilote Moto Production | MV Agusta F3 800 RR          | 19   | +26.653   | 26º     |       |
| 20º  | 21 | Michael Ruben Rinaldi | GMT94 Yamaha                        | Yamaha YZF-R9                | 19   | +28.189   | 23º     |       |
| 21º  | 3  | Raffaele De Rosa      | QJ Motor Factory Racing             | QJ Motor SRK 800 RR          | 19   | +28.220   | 10º     |       |
| 22º  | 28 | Glenn van Straalen    | DG34 Racing                         | Ducati Panigale V2           | 19   | +30.735   | 14º     |       |
| 23º  | 24 | Leonardo Taccini      | Ecosantagata Althea Racing          | Ducati Panigale V2           | 19   | +33.625   | 24º     |       |
| 24º  | 27 | Kaito Toba            | Petronas MIE Racing Honda           | Honda CBR600RR               | 19   | +33.826   | 20º     |       |
| 25º  | 16 | Bryan D'Onofrio       | EAB Racing Team                     | Ducati Panigale V2           | 19   | +48.279   | 30º     |       |
| 26º  | 92 | Filip Fiegl           | PTR Triumph                         | Triumph Street Triple RS 765 | 19   | +48.321   | 28º     |       |
| 27º  | 56 | Jonas Kocourek        | SP Race Project                     | Ducati Panigale V2           | 19   | +48.795   | 32º     |       |
| 28º  | 63 | Syarifuddin Azman     | Petronas MIE Racing Honda           | Honda CBR600RR               | 19   | +49.657   | 31º     |       |
| 29º  | 33 | Eduardo Montero       | DG34 Racing                         | Ducati Panigale V2           | 19   | +59.147   | 29º     |       |
| 30º  | 5  | Niccolò Antonelli     | VTF Racing                          | Yamaha YZF-R9                | 19   | +1'12.154 | 27º     |       |
| 31º  | 31 | Yuki Okamoto          | Ten Kate Racing Yamaha              | Yamaha YZF-R9                | 18   | +1 giro   | 25º     |       |

### Ritirati
| Nº | Pilota      | Squadra                  | Motocicletta       | Giri | Griglia |
| -- | ----------- | ------------------------ | ------------------ | ---- | ------- |
| 51 | Jaume Masiá | Orelac Racing Verdnatura | Ducati Panigale V2 | 12   | 1º      |

## Supersport 300 gara 1

### Arrivati al traguardo
| Pos. | Nº | Pilota                | Squadra                             | Motocicletta       | Giri | Tempo     | Griglia | Punti |
| ---- | -- | --------------------- | ----------------------------------- | ------------------ | ---- | --------- | ------- | ----- |
| 1º   | 48 | Julio García          | ProDina Kawasaki Racing             | Kawasaki Ninja 400 | 12   | 21'33.528 | 2º      | 25    |
| 2º   | 38 | David Salvador        | ProDina Rawasaki Racing             | Kawasaki Ninja 400 | 12   | +0.012    | 28º     | 20    |
| 3º   | 7  | Beñat Fernández       | Team#109 Retro Traffc Kove          | Kove 321RR         | 12   | +0.027    | 5º      | 16    |
| 4º   | 12 | Humberto Maier        | Yamaha MS Racing/AD78 Latin America | Yamaha YZF-R3      | 12   | +0.041    | 1º      | 13    |
| 5º   | 91 | Matteo Vannucci       | AG Motorsport Italia Yamaha         | Yamaha YZF-R3      | 12   | +0.136    | 12º     | 11    |
| 6º   | 31 | Elia Bartolini        | Team Br Corse                       | Yamaha YZF-R3      | 12   | +0.301    | 11º     | 10    |
| 7º   | 47 | Antonio Torres        | ProDina Kawasaki Racing             | Kawasaki Ninja 400 | 12   | +0.641    | 9º      | 9     |
| 8º   | 43 | Marco Gaggi           | BrCorse                             | Yamaha YZF-R3      | 12   | +0.726    | 4º      | 8     |
| 9º   | 77 | José Osuna Sáez       | Deza-Box 77 Racing                  | Kawasaki Ninja 400 | 12   | +0.877    | 14º     | 7     |
| 10º  | 53 | Petr Svoboda          | Kawasaki Junior Team by MTM         | Kawasaki Ninja 400 | 12   | +0.928    | 7º      | 6     |
| 11º  | 50 | Carter Thompson       | MTM Kawasaki                        | Kawasaki Ninja 400 | 12   | +4.284    | 6º      | 5     |
| 12º  | 27 | Felix Putra Mulya     | ProGP NitiRacing                    | Yamaha YZF-R3      | 12   | +13.980   | 29º     | 4     |
| 13º  | 26 | Mirko Gennai          | MTM Kawasaki                        | Kawasaki Ninja 400 | 12   | +14.073   | 17º     | 3     |
| 14º  | 62 | Kevin Fontainha       | Yamaha MS Racing/AD78 Latin America | Yamaha YZF-R3      | 12   | +14.106   | 18º     | 2     |
| 15º  | 85 | Kevin Sabatucci       | Accolade Smrž Racing BGR            | Kawasaki Ninja 400 | 12   | +14.150   | 16º     | 1     |
| 16º  | 61 | Gianmaria Ibidi       | Yamaha Motoxracing                  | Yamaha YZF-R3      | 12   | +14.166   | 19º     |       |
| 17º  | 4  | Emanuele Cazzaniga    | Racestar Trasimeno                  | Yamaha YZF-R3      | 12   | +14.289   | 22º     |       |
| 18º  | 11 | Filip Novotny         | Accolade Smrž Racing BGR            | Kawasaki Ninja 400 | 12   | +14.575   | 20º     |       |
| 19º  | 13 | Roberto Fernández     | Kawasaki Junior Team by MTM         | Kawasaki Ninja 400 | 12   | +17.809   | 15º     |       |
| 20º  | 33 | Gonzalo Sánchez       | Arco Motor University               | Yamaha YZF-R3      | 12   | +17.840   | 25º     |       |
| 21º  | 36 | Faerozi Toreqottullah | ProGP NitiRacing                    | Yamaha YZF-R3      | 12   | +17.881   | 30º     |       |
| 22º  | 55 | Unai Calatayud        | Arco Motor University               | Yamaha YZF-R3      | 12   | +27.819   | 23º     |       |
| 23º  | 6  | Jeffrey Buis          | Freudenberg KTM-Paligo Racing       | KTM RC 390 R       | 12   | +32.405   | 10º     |       |
| 24º  | 79 | Tomas Alonso          | Pons Morosport Italika Racing       | Kawasaki Ninja 400 | 12   | +37.139   | 24º     |       |
| 25º  | 96 | Marc Vich             | Yamaha Motoxracing                  | Yamaha YZF-R3      | 12   | +40.334   | 21º     |       |
| 26º  | 86 | Daniel Tureček        | Rohac & Fejta Motoracing Team       | Kawasaki Ninja 400 | 11   | +1 giro   | 26º     |       |
| 27º  | 29 | Giacomo Zannini       | Kawasaki GP Project                 | Kawasaki Ninja 400 | 11   | +1 giro   | 27º     |       |

### Ritirati
| Nº | Pilota            | Squadra                       | Motocicletta       | Giri | Griglia |
| -- | ----------------- | ----------------------------- | ------------------ | ---- | ------- |
| 88 | Daniel Mogeda     | Pons Morosport Italika Racing | Kawasaki Ninja 400 | 11   | 3º      |
| 78 | Jacob Rosenthaler | Freudenberg KTM-Paligo Racing | KTM RC 390 R       | 2    | 8º      |
| 39 | Juan Resueño      | MS Racing                     | Yamaha YZF-R3      | 0    | 13º     |

## Supersport 300 gara 2

### Arrivati al traguardo
| Pos. | Nº | Pilota                | Squadra                             | Motocicletta       | Giri | Tempo     | Griglia | Punti |
| ---- | -- | --------------------- | ----------------------------------- | ------------------ | ---- | --------- | ------- | ----- |
| 1º   | 6  | Jeffrey Buis          | Freudenberg KTM-Paligo Racing       | KTM RC 390 R       | 12   | 18'05.131 | 7º      | 25    |
| 2º   | 7  | Beñat Fernández       | Team#109 Retro Traffc Kove          | Kove 321RR         | 12   | +0.045    | 6º      | 20    |
| 3º   | 12 | Humberto Maier        | Yamaha MS Racing/AD78 Latin America | Yamaha YZF-R3      | 12   | +0.095    | 3º      | 16    |
| 4º   | 38 | David Salvador        | ProDina Rawasaki Racing             | Kawasaki Ninja 400 | 12   | +0.167    | 1º      | 13    |
| 5º   | 48 | Julio García          | ProDina Kawasaki Racing             | Kawasaki Ninja 400 | 12   | +0.215    | 8º      | 11    |
| 6º   | 47 | Antonio Torres        | ProDina Kawasaki Racing             | Kawasaki Ninja 400 | 12   | +0.393    | 13º     | 10    |
| 7º   | 50 | Carter Thompson       | MTM Kawasaki                        | Kawasaki Ninja 400 | 12   | +1.030    | 4º      | 9     |
| 8º   | 43 | Marco Gaggi           | BrCorse                             | Yamaha YZF-R3      | 12   | +1.044    | 10º     | 8     |
| 9º   | 77 | José Osuna Sáez       | Deza-Box 77 Racing                  | Kawasaki Ninja 400 | 12   | +1.209    | 5º      | 7     |
| 10º  | 62 | Kevin Fontainha       | Yamaha MS Racing/AD78 Latin America | Yamaha YZF-R3      | 12   | +2.994    | 20º     | 6     |
| 11º  | 91 | Matteo Vannucci       | AG Motorsport Italia Yamaha         | Yamaha YZF-R3      | 12   | +3.735    | 2º      | 5     |
| 12º  | 78 | Jacob Rosenthaler     | Freudenberg KTM-Paligo Racing       | KTM RC 390 R       | 12   | +3.765    | 12º     | 4     |
| 13º  | 55 | Unai Calatayud        | Arco Motor University               | Yamaha YZF-R3      | 12   | +3.776    | 25º     | 3     |
| 14º  | 85 | Kevin Sabatucci       | Accolade Smrž Racing BGR            | Kawasaki Ninja 400 | 12   | +3.992    | 18º     | 2     |
| 15º  | 26 | Mirko Gennai          | MTM Kawasaki                        | Kawasaki Ninja 400 | 12   | +4.137    | 19º     | 1     |
| 16º  | 13 | Roberto Fernández     | Kawasaki Junior Team by MTM         | Kawasaki Ninja 400 | 12   | +5.919    | 17º     |       |
| 17º  | 96 | Marc Vich             | Yamaha Motoxracing                  | Yamaha YZF-R3      | 12   | +5.977    | 23º     |       |
| 18º  | 4  | Emanuele Cazzaniga    | Racestar Trasimeno                  | Yamaha YZF-R3      | 12   | +6.665    | 24º     |       |
| 19º  | 27 | Felix Putra Mulya     | ProGP NitiRacing                    | Yamaha YZF-R3      | 12   | +19.304   | 16º     |       |
| 20º  | 36 | Faerozi Toreqottullah | ProGP NitiRacing                    | Yamaha YZF-R3      | 12   | +19.865   | 28º     |       |
| 21º  | 33 | Gonzalo Sánchez       | Arco Motor University               | Yamaha YZF-R3      | 12   | +19.873   | 27º     |       |
| 22º  | 86 | Daniel Tureček        | Rohac & Fejta Motoracing Team       | Kawasaki Ninja 400 | 12   | +50.901   | 29º     |       |
| 23º  | 29 | Giacomo Zannini       | Kawasaki GP Project                 | Kawasaki Ninja 400 | 12   | +57.024   | 30º     |       |
| 24º  | 39 | Juan Resueño          | MS Racing                           | Yamaha YZF-R3      | 12   | +1'04.052 | 15º     |       |
| 25º  | 79 | Tomas Alonso          | Pons Morosport Italika Racing       | Kawasaki Ninja 400 | 11   | +1 giro   | 26º     |       |

### Ritirati
| Nº | Pilota          | Squadra                       | Motocicletta       | Giri | Griglia |
| -- | --------------- | ----------------------------- | ------------------ | ---- | ------- |
| 31 | Elia Bartolini  | Team Br Corse                 | Yamaha YZF-R3      | 8    | 14º     |
| 61 | Gianmaria Ibidi | Yamaha Motoxracing            | Yamaha YZF-R3      | 8    | 21º     |
| 53 | Petr Svoboda    | Kawasaki Junior Team by MTM   | Kawasaki Ninja 400 | 6    | 11º     |
| 88 | Daniel Mogeda   | Pons Morosport Italika Racing | Kawasaki Ninja 400 | 5    | 9º      |
| 11 | Filip Novotny   | Accolade Smrž Racing BGR      | Kawasaki Ninja 400 | 4    | 22º     |